# Ivrey
Ivrey település Franciaországban, Jura megyében. Lakosainak száma 62 fő (2022. január 1.). Ivrey Bartherans, Salins-les-Bains, Saint-Thiébaud, La Chapelle-sur-Furieuse, By és Myon községekkel határos.

## Népesség
A település népességének változása:
| Lakosok száma | 62   | 47   | 48   | 55   | 64   | 64   | 61   | 58   | 59   | 62   |
|               | 1968 | 1982 | 1990 | 2006 | 2013 | 2015 | 2017 | 2019 | 2020 | 2022 |